# شيرمان بارتون
شيرمان بارتون (بالإنجليزية: Sherman Barton)‏ هو لاعب كرة قاعدة أمريكي، ولد في 2 فبراير 1875 في نورمال في الولايات المتحدة، وتوفي في 11 يونيو 1947 في شيكاغو في الولايات المتحدة.